# 麥卡伊爾峰
80°1′S 159°43′E / 80.017°S 159.717°E
麥卡伊爾峰（英語：MacAyeal Peak）是南極洲的山峰，位於奧次地，處於布蘭德溫冰原島峰西北面4公里，屬於內布拉斯加峰的一部分，海拔高度約1,100米，現時由南極條約體系管理。